# 大巧寺
大巧寺（だいぎょうじ）は、神奈川県鎌倉市小町にある日蓮宗系の単立寺院。特定の檀家を持たず、安産祈願を行う寺として知られる。旧本山は、比企谷妙本寺。

## 歴史
大巧寺はもともと大行寺と称する真言宗の寺院で、当初は十二所の梶原景時の屋敷内にあった。創建年や開山などは不明だが、源頼朝の祈願所とされた事から、鎌倉時代初期頃までには創建されていたと推測される。この寺で頼朝が軍議を行った結果、大勝利を収めたため、頼朝の命により「大巧寺」という名称に改名した。文永11年（1274年）、日澄により日蓮宗に改宗する。これに基づき現在では開山を日澄としている。元応2年（1320年）、2月に現在地へ移転した。
- 天文元年(1532年)、五世住職の日棟が難産で死んだ女の霊を成仏させるという伝承が生まれる。[7]この伝承が広まって以降、安産祈願に験のある寺として知られるようになる。詳しくは「おんめさま信仰」の項を参照。

- 天文16年（1548年）10月12日後北条氏より1貫200文の寄進を受ける（寄進状には当時鎌倉の代官を務めた大道寺盛昌の花押あり）。天正3年（1575年）2月17日、後北条氏家臣で大巧寺の譜代旦那である浜名時成より6貫文の寄進を受ける。天正19年（1591年）11月、徳川家より寺領7貫200文の朱印を受ける。

- 慶応2年（1866年）10月15日、本堂・庫裏が火災により焼失。明治3年（1870年）に再建されるが大正12年（1923年）の関東大震災で倒壊。本堂は昭和6年（1931年）、庫裏は同7年に再度再建される。[6]

- 昭和26年（1951年）2月16日、単立寺院となる。[6][8]

## おんめさま信仰
大巧寺は別名「おんめさま」とも呼ばれ、安産祈願の寺として知られている。「おんめさま」とは「お産女様」（おうめさま）が訛った言葉で、境内に祀られている「産女霊神」を指す。
「産女霊神」を祀るようになった由縁として、大巧寺は以下の縁起を挙げている。

### 産女霊神縁起
大巧寺5世住職の日棟は毎朝、比企谷妙本寺に勤経を上げに行っていたが、天文元年(1532年)4月8日（新暦5月13日）の夜明け前、滑川加能橋の陰に下半身血まみれの女が泣いているのに気づいた。
日棟が女に対し「どこの誰で、何故このような所をさまよっているのか」とたずねたところ、女は「大倉」の住人、秋山勘解由の妻で難産により死んだこと、死出の旅路に迷い成仏ができない事を訴えた。哀れに思った日棟が女に対し法華経を読経すると、いつのまにか女はいなくなってしまった。
3日後、日棟の前に再度女が現れた。日棟の読経により成仏できたことに礼を述べ、金銭を差し出した上で、夫の秋山勘解由に経緯を伝えて欲しいこと、宝塔を建立し供養して欲しいこと、供養してくれれば法華経の恩返しとして妊娠した女が安産するよう尽力することを伝えた。日棟が「産女霊神」として女を祀り、五輪塔を立てることを約束すると女は礼を言いかえっていった。
この事を秋山勘解由に伝えると勘解由はとても驚いたが、また日棟が妻を成仏に導いてくれたことがわかると感謝し、早速師壇の契りを結び五輪塔建立に力を貸した。今境内にある「産女宝塔」はこの時に建立されたものである。

### 安産祈願
大巧寺での安産祈願は住職による安産祈祷と安産お守りの授与から構成される。
安産祈祷は毎朝住職が本堂で産婦の安産を祈願する祈祷で、出産予定日まで続けられる。
産婦に授与される安産お守りはお札、腹帯守、麻紐、秘妙符から構成される。このうち、腹帯守は腹帯に入れるお守りで帯祝いの時に使う。また麻紐は産後、産婦の髪を結ぶお守りになる。秘妙符の中には粒が3つと折り紙が入っている。粒のうち1つは出産予定月の朔日に飲み、他の二つは陣痛が始まった際に飲む。折り紙は色によって性別を占うものといわれており、赤だと女子、白だと男子が生まれるという伝承がある。

## 文化財等
- 曼荼羅2幅

うち1幅は日蓮の筆によるものとされ、2幅とも妙本寺の霊宝殿に保管されている。
- 水晶五輪塔

水晶製の五輪塔で高さ約30cm。産女霊神の神骨を収めているといわれる。かつては妙本寺に寄託していたが、2011年6月に返却を受け管理している。通常非公開の秘宝だが、2012年の夏と2013年の秋に池上本門寺にて展示された。

## 境内
小町大路と若宮大路に挟まれた位置にあり、小町大路側が正門、若宮大路側が裏門となる。裏門側に「頼朝戦評定所」の石碑と山門がたつ。